# Finale della Coppa delle Coppe 1998-1999
La finale della 39ª ed ultima edizione della Coppa delle Coppe UEFA è stata disputata il 19 maggio 1999 al Villa Park di Birmingham tra Lazio e Maiorca. Ad imporsi sono stati gli italiani, che hanno battuto per 2-1 gli spagnoli.

## Cammino verso la finale
La Lazio di Sven-Göran Eriksson superò nell'ordine gli svizzeri del Losanna (1-1 e 2-2, con gli italiani avanti per la regola del gol in trasferta), gli jugoslavi del Partizan (0-0 e 3-2), i greci del Paniōnios (4-0 e 3-0) e i russi della Lokomotiv Mosca (1-1 e 0-0, con gli italiani ancora una volta avanti ancora per la regola del gol in trasferta).
Il Maiorca di Héctor Cúper eliminò nel suo cammino gli scozzesi degli Hearts (1-0 e 1-1), i belgi del Genk (1-1 e 0-0, con gli spagnoli avanti per la regola del gol in trasferta), i croati del Varteks (0-0 e 3-1) e gli inglesi del Chelsea (1-1 e 1-0 in casa).

## Descrizione della partita
Al Villa Park di Birmingham va in scena la finale tra la Lazio, alla seconda finale internazionale consecutiva dopo quella dell'anno precedente in Coppa UEFA (persa), e il Maiorca, alla prima finale europea della sua storia. La gara si sblocca dopo soli 7 minuti: su un lancio dalla lunga distanza di Giuseppe Pancaro, il centravanti laziale Christian Vieri colpisce di testa e scavalca con un pallonetto il portiere avversario Carlos Roa. Il Maiorca però non demorde e all'11' riporta la gara in parità con il gol di Dani, che batte Luca Marchegiani su cross basso di Jovan Stanković. Dopo il pareggio sono gli spagnoli a giocare meglio e ad avere le occasioni più pericolose per vincere la partita. Tuttavia, all'81', dopo un tiro ribattuto di Vieri, il centrocampista laziale Pavel Nedvěd colpisce con un tiro potente dal limite dell'area e supera per la seconda volta Roa.
Per la Lazio si tratta del primo successo nella competizione, nonché del primo trofeo a livello continentale.

## Tabellino
| Arbitro: | Günter Benkö |

|                     |           |          |
| Vieri 7’ Nedvěd 81’ | Marcatori | 11’ Dani |

| Lazio | Maiorca |

| Lazio               |    |                      |             |       |
|                     |    |                      |             |       |
| P                   | 1  | Luca Marchegiani     | Ammonizione |       |
| D                   | 15 | Giuseppe Pancaro     |             |       |
| D                   | 13 | Alessandro Nesta (C) |             |       |
| D                   | 11 | Siniša Mihajlović    | Ammonizione |       |
| D                   | 5  | Giuseppe Favalli     |             |       |
| C                   | 20 | Dejan Stanković      |             | 56’   |
| C                   | 25 | Matías Almeyda       |             |       |
| C                   | 10 | Roberto Mancini      |             | 90+1’ |
| C                   | 18 | Pavel Nedvěd         |             | 84’   |
| A                   | 9  | Marcelo Salas        |             |       |
| A                   | 32 | Christian Vieri      | Ammonizione |       |
| Sostituzioni:       |    |                      |             |       |
| P                   | 22 | Marco Ballotta       |             |       |
| D                   | 2  | Paolo Negro          |             |       |
| D                   | 17 | Guerino Gottardi     |             |       |
| D                   | 24 | Fernando Couto       |             | 90+1’ |
| C                   | 7  | Attilio Lombardo     |             | 84’   |
| C                   | 21 | Iván de la Peña      |             |       |
| A                   | 14 | Sérgio Conceição     |             | 56’   |
| Allenatore:         |    |                      |             |       |
| Sven-Göran Eriksson |    |                      |             |       |

| Maiorca       |    |                     |             |     |
|               |    |                     |             |     |
| P             | 13 | Carlos Roa          |             |     |
| D             | 14 | Javier Olaizola (C) |             |     |
| D             | 5  | Marcelino Elena     |             |     |
| D             | 4  | Gustavo Siviero     | Ammonizione |     |
| D             | 3  | Miquel Soler        |             |     |
| C             | 12 | Lauren              |             |     |
| C             | 23 | Vicente Engonga     |             |     |
| C             | 10 | Ariel Ibagaza       |             |     |
| C             | 11 | Jovan Stanković     |             |     |
| A             | 9  | Daniel García Lara  |             |     |
| A             | 22 | Leonardo Biagini    |             | 73’ |
| Sostituzioni: |    |                     |             |     |
| P             | 1  | César Gálvez        |             |     |
| D             | 7  | Lluís Carreras      |             |     |
| D             | 20 | Fernando Niño       |             |     |
| C             | 15 | Paco Soler          |             |     |
| A             | 8  | Carlitos            |             |     |
| A             | 21 | Veljko Paunović     |             | 73’ |
| A             | 24 | Ariel López         |             |     |
| Allenatore:   |    |                     |             |     |
| Héctor Cúper  |    |                     |             |     |